# フサトゲニチリンヒトデ
フサトゲニチリンヒトデ（房棘日輪海星、Crossaster papposus）は、ヒトデ綱ニチリンヒトデ科のヒトデ。
腕は10本前後。一般的なヒトデに比べ、盤が占める割合が大きい。色は朱色で、盤に同心円状の模様が見られることが多い。表面には棘の集合体である小柱体が多くついている。和名は、上から見た形と色が日輪を思わせるニチリンヒトデの仲間で、小柱体が房状に見えることに由来する。
エゾニチリンヒトデとともに、成体がキヒトデなど他のヒトデを捕食することで知られる。
日本では、親潮の流れる太平洋側でよくみられる。また、登別マリンパークニクス、おたる水族館、鶴岡市立加茂水族館で飼育されている。登別マリンパークニクスは、2004年にフサトゲニチリンヒトデの自然繁殖に成功し、日本動物園水族館協会から繁殖賞を受けた。